# Носулев, Михаил Яковлевич
Михаил Яковлевич Носулев (род. 8 ноября 1964, Лабинск, Краснодарский край, РСФСР, СССР) — российский военачальник. Заместитель (врио) командующего войсками Восточного военного округа с 20 апреля 2023 года, генерал-лейтенант (2019).

## Биография
Родился 8 ноября 1964 года в городе Лабинске Краснодарского края.
В 1988 году окончил Ульяновское гвардейское высшее танковое командное училище имени В. И. Ленина, в 1996 году — Военную академию бронетанковых войск имени Маршала Советского Союза Р. Я. Малиновского, в 2010 году — Военную академию Генерального штаба Вооружённых Сил Российской Федерации.
В ноябре 1982 года был призван в ряды Вооружённых Сил СССР. Службу начал в учебном подразделении механиком-водителем ПТС-М (г. Волжский Волгоградской области). В апреле 1983 года был направлен в Демократическую Республику Афганистан. Служил в отдельном инженерно-сапёрном батальоне механиком-водителем плавающего бронетранспортёра, там же в бою был ранен. За выполнение интернационального долга представлен к медали «За отличие в воинской службе» 2 степени.
В 1984 году зачислен курсантом в Ульяновское гвардейское высшее танковое командное училище имени В. И. Ленина.
В 1988 году направлен в Группу советских войск в Германии, командиром танкового взвода в 204-й гвардейский мотострелковый полк 94-й гвардейской мотострелковой Звенигородско-Берлинской дивизии. В июне 1991 года назначен командиром танковой роты. За призовое место среди командиров танковых рот Западной группы войск присвоено звание капитана досрочно.
С марта 1993 года — начальник штаба танкового батальона. После расформирования Западной группы войск направлен для прохождения службы на Дальний Восток (г. Хабаровск).
В 1993 году поступил в Военную академию бронетанковых войск имени Маршала Советского Союза Р. Я. Малиновского. После окончания академии в 1996 году назначен командиром танкового батальона в 182-й танковый полк 20-й гвардейской мотострелковой дивизии (Волгоград). С марта 1998 года — командир 428-й отдельного танкового Бобруйского батальона (п. Максима Горького Городищенского района Волгоградской области) 20-й гвардейской мотострелковой дивизии. За успешно проведённые учения с форсированием танками реки Дон по дну присвоено звание подполковника досрочно.
С марта 2000 года назначен заместителем командира 242-го гвардейского мотострелкового Залещицкого полка (г. Камышин Волгоградской области).
С мая 2003 года — командир 70-го гвардейского мотострелкового полка 42-й гвардейской мотострелковой Евпаторийской дивизии (г. Шали Чеченской республики).
С ноября 2005 года — военный комиссар Целинского района Ростовской области.
С октября 2006 года — начальник штаба 12-й военной базы (г. Батуми Республики Аджарии).
С 2007 года — заместитель начальника штаба 58-й общевойсковой армии, части которой в августе 2008 года приняли участие в войне в Грузии.
В 2012 году присвоено воинское звание генерал-майор.
В 2008 году поступил в Военную академию Генерального штаба Вооружённых сил Российской Федерации.
С 2010 года — начальник 473-го окружного учебного центра (подготовки младших специалистов мотострелковых войск) Центрального военного округа.
Заместитель командующего 29-й общевойсковой армией Восточного военного округа.
С 2016 года — начальник штаба — первый заместитель командующего 49-й общевойсковой армией Южного военного округа.
Во время Военной операции России в Сирии являлся начальником армейской группировки войск «Северная».
В октябре 2017 года указом Президента РФ назначен командующим 36-й общевойсковой армией ВВО (Республика Бурятия).
В 2019 году присвоено воинское звание генерал-лейтенант.
С января 2020 года — заместитель командующего войсками Восточного военного округа.
Супруга и дочь — военнослужащие. Есть внучка и внук.

## Награды
- Орден «За заслуги перед Отечеством» IV степени с мечами
- Орден Александра Невского[4]
- три ордена Мужества[4]
- Орден «За военные заслуги»
- Медаль ордена «За заслуги перед Отечеством» 1 степени
- Медаль ордена «За заслуги перед Отечеством» 2 степени
- Медаль «За отличие в воинской службе» 2 степени
- Медаль «За отличие в военной службе» 1 степени
- Медаль «За отличие в военной службе» 2 степени
- Медаль «За отличие в военной службе» 3 степени
- Медаль «70 лет Вооружённых Сил СССР»
- Медаль «За боевые отличия»
- Медаль «За воинскую доблесть» 1 степени
- Медаль «За воинскую доблесть» 2 степени
- Медаль «За укрепление боевого содружества»
- Медаль «Участнику военной операции в Сирии»
- Медаль «За отличие в службе в Сухопутных войсках»
- Медаль «За участие в военном параде в День Победы»
- Медаль «От благодарного афганского народа» (Афганистан)